# Тюшан (кантон)
Тюша́н (фр. Tuchan) — кантон во Франции, находится в регионе Лангедок — Руссильон, департамент Од. Входит в состав округа Нарбонна.
Код INSEE кантона — 1131. Всего в кантон Тюшан входят 8 коммун, из них главной коммуной является Тюшан.

## Коммуны кантона
| Коммуна                | Население, чел. (1999) | Почтовый индекс | Код INSEE |
| ---------------------- | ---------------------- | --------------- | --------- |
| Дюильяк-су-Пейрепертюз | 104                    | 11350           | 11123     |
| Кюкюньян               | 113                    | 11350           | 11113     |
| Мезон                  | 56                     | 11350           | 11213     |
| Монгайяр               | 51                     | 11350           | 11245     |
| Падерн                 | 140                    | 11350           | 11270     |
| Пазьоль                | 512                    | 11350           | 11276     |
| Руфьяк-де-Корбьер      | 83                     | 11350           | 11326     |
| Тюшан                  | 803                    | 11350           | 11401     |

## Население
Население кантона на 1999 год составляло 1 862 человека.
| 1962  | 1968  | 1975  | 1982  | 1990  | 1999  | 2006 | 2007 |
| ----- | ----- | ----- | ----- | ----- | ----- | ---- | ---- |
| 1 893 | 2 342 | 2 044 | 2 000 | 1 916 | 1 862 | -    | -    |